# Bag Raiders
I Bag Raiders sono un gruppo musicale australiano fondato nel 2006 da Jack Glass e Chris Stracey. Suonano tastiere, batteria e svolgono anche il ruolo di vocalist, produttori e remixer, con Stracey che suona anche la chitarra. Sono anche DJ, e scrivono e producono remix su lavori di altri artisti. Nel 2009, sono stati classificati al numero 11 del sondaggio di Inhemix dei 50 migliori DJ australiani.
Nell'ottobre 2010, hanno pubblicato il loro album di debutto dall'omonimo nome della band, che ha raggiunto la posizione numero 7 sulla Tabella ARIA album e ha ricevuto un J Award. La canzone dell'album Shooting Stars ha rinnovato la popolarità della band sette anni dopo la sua uscita come singolo, quando è stata utilizzata come parte di un famoso meme su internet.